# Jean Barois
Jean Barois  (1913) je román francouzského spisovatele Rogera Martina du Garda, nositele Nobelovy ceny za literaturu za rok 1937.
Tématem románu je (podle autorových vlastních slov) „nesnadné osvobození člověka od jeho mystického dědictví“ podané na obraze složitého duševního vývoje a převratných názorových změn francouzského vzdělance bolestně prožívajího rozpor mezi tradiční vírou a pozitivistickou vědou. Jean Barois, který vyroste v katolické rodině se později od víry odkloní, ale po vášnivém potírání náboženských předsudků a po boji za pravdu a spravedlnost ve prospěch Alfreda Dreyfuse se nakonec k náboženství vrací, aby zde hledal odvahu čelit smrti. Velkou část románu zaujímají dlouhé ideové dialogy nad řadou filozofických a morálních problémů (např. jak sjednotit učení o milosrdenství božím s existencí zla) plynoucích z vyhrocených duševních konfliktů, které hlavní hrdina knihy prožívá.

## Česká vydání
- Jan Barois, Evropský literární klub, Praha 1938, přeložili Miloslav Jirda a Svatopluk Kadlec.
- Jean Barois Odeon, Praha 1961,  přeložili Miloslav Jirda a Svatopluk Kadlec.